# Halsköpfl
Le Halsköpfl est une montagne culminant à 1 719 mètres d'altitude dans le massif des Alpes de Berchtesgaden.

## Géographie

### Situation
Le Halsköpfl est la dernière élévation des contreforts nord du Funtenseetauern. Le sommet offre une vue sur le Königssee, le Watzmann, le Teufelshorn et le Fagstein.

## Ascension
Le sommet est accessible par le sentier 416, qui mène, entre autres, du Kärlingerhaus au Gotzenalm en passant par le Wasseralm. D'autre part, une ascension directe par le Sagerecksteig à partir du Saletalm est possible.